# 惣慶忠義
惣慶 忠義（そけい ちゅうぎ、康熙25年11月11日（1686年12月25日） - 乾隆14年10月30日（1749年12月9日））は、琉球王国の歌人。沖縄三十六歌仙の一人。

## 概要
唐名は、伊世高（いせいこう）。伊氏惣慶家（大祖・大嶺筑登之親雲上忠陳）七世。父・惣慶親雲上忠恒、母・真牛の長男として生まれる。16歳で小赤頭として初出仕し、30歳の時に系図座筆者になったが、不行状などにより親類から訴えられ、1729年八重山に、1745年には宮古島へ二度流罪となった。一度目の流罪の後許されて、1738年には父を継いで金武間切惣慶の地頭に就いた。
和歌、和文、琉歌に堪能で、『沖縄集』に「寄露無常」（露に寄せる無常）と題して
が収録されている。真境名安興の『沖縄一千年史』に古来より有名な琉歌の歌人6人のうちの1人に挙げられている。